# 류덕장
류덕장(柳德章, 1675년 ~ 1756년)은 조선의 화가이다. 자는 자고(子固) 또는 성유(聖攸), 호는 수운(岫雲) 또는 가산(笳山), 본관은 진주.
동지중추부사를 지냈으며 묵화로 대나무를 잘 그렸다. 팔순이 넘어서도 필력이 쇠하지 않았다 하며, 탄은 이정의 화풍을 따랐다. 작품으로 〈묵죽도〉, 〈설죽도〉가 있다.